# Образки болотяні

Образки́ бол́отяні, образки болотні, кала, білокрильник (Calla palustris) — багаторічна трав'яниста рослина з монотипного роду образки (Calla) родини кліщинцевих.

## Опис

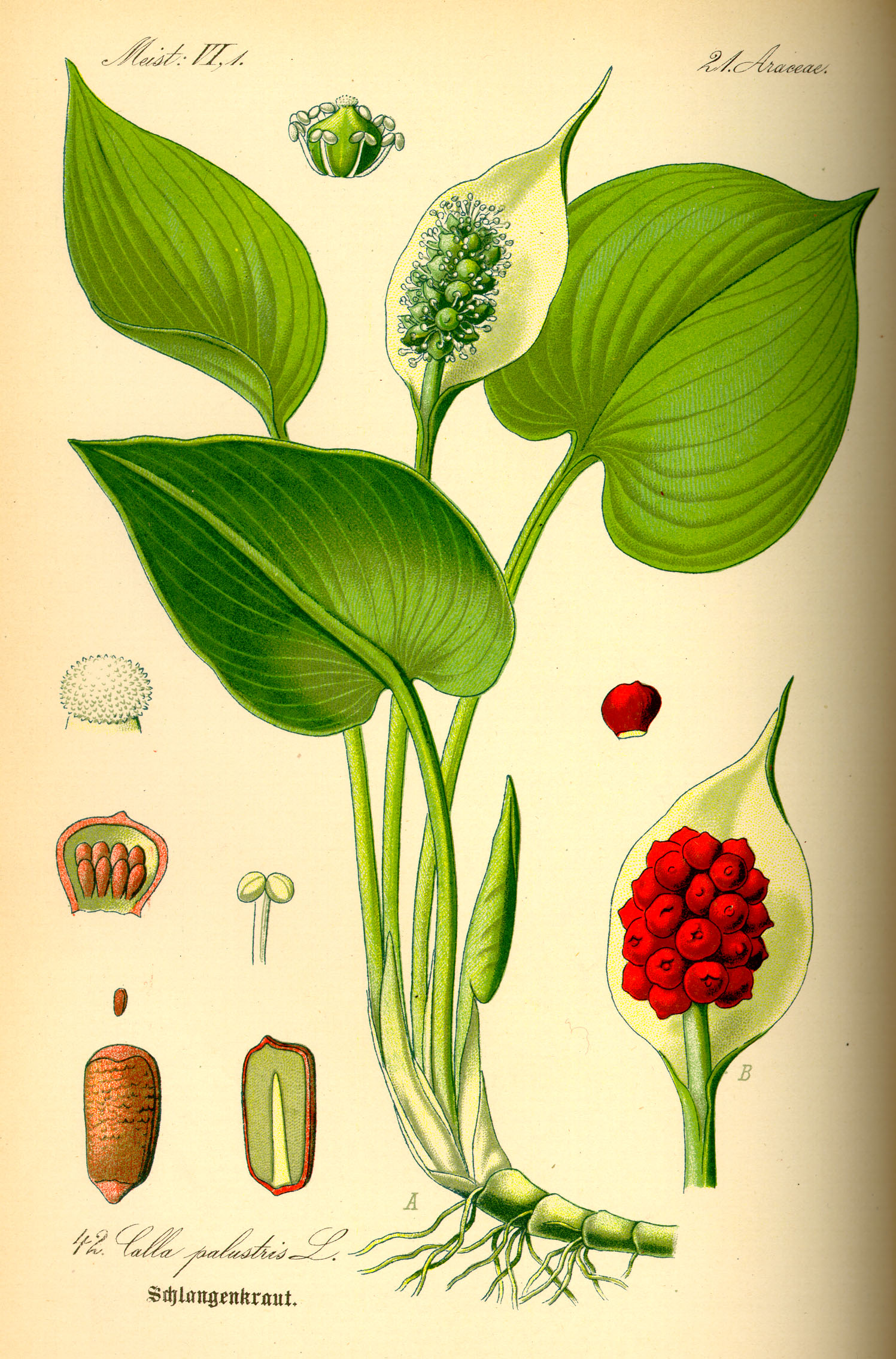
Образки болотяні на малюнку

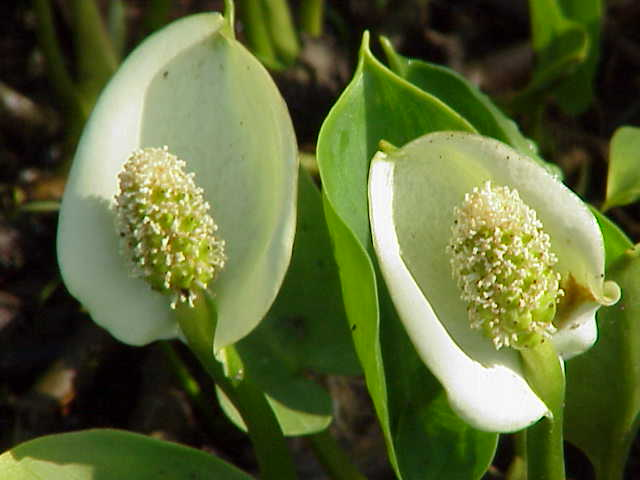
Квітки образків болотяних

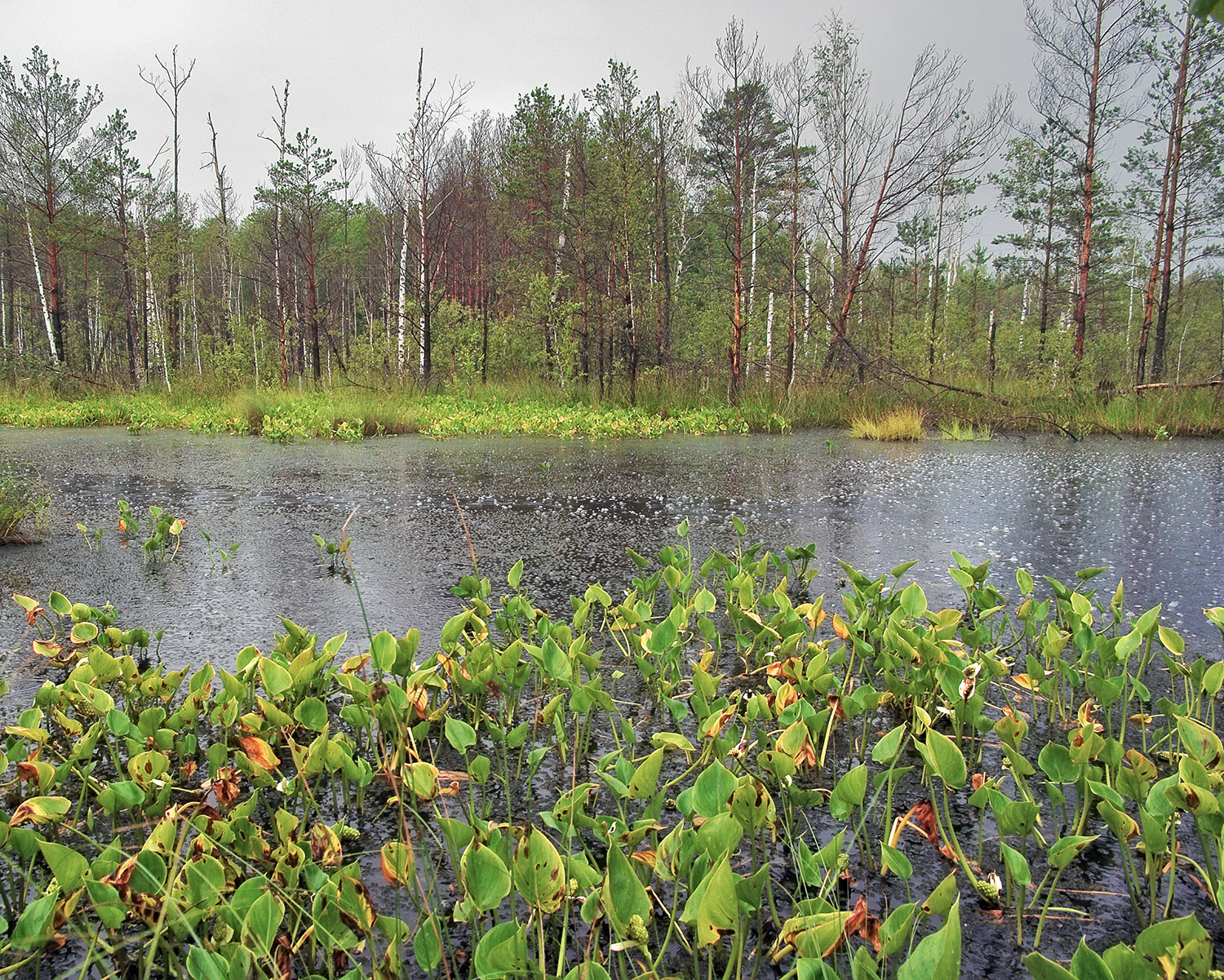
Угруповання білокрильника на болоті перед с. Біловіж

Рослина з повзучим, членистим кореневищем і серцеподібними, загостреними листками на довгих черешках. Квітки двостатеві, без оцвітини, зібрані в початок, обгорнений покривалом. Плід ягодоподібний червоний.

## Поширення
Поширені в Північній та Середній Європі, Сибіру, на Далекому Сході і в Північній Америці; звичайний в Україні на Поліссі. Ростуть по болотах і грузьких берегах річок, отруйні.